# Hoeksche Waard

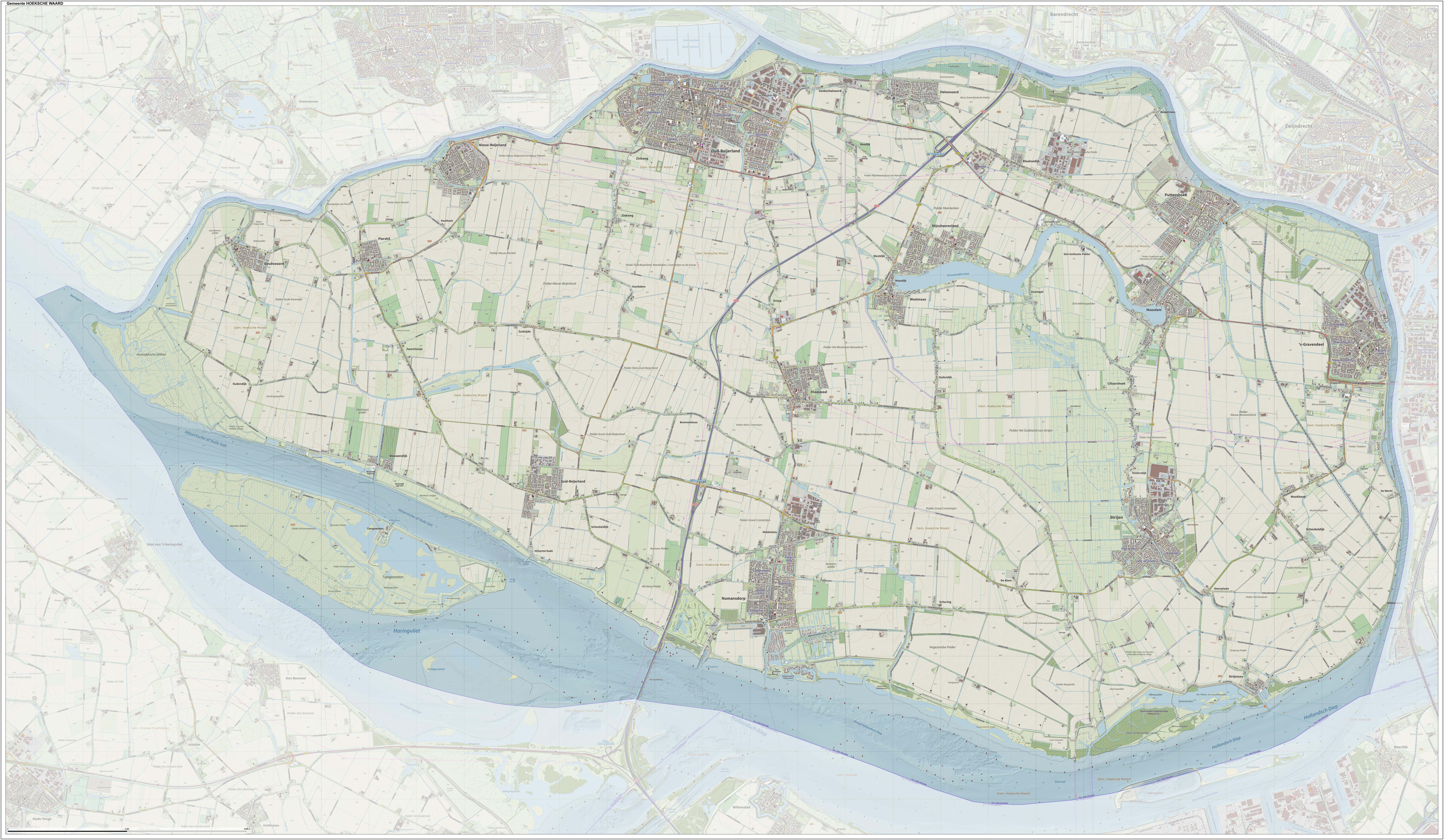
Kommun Hoeksche Waard

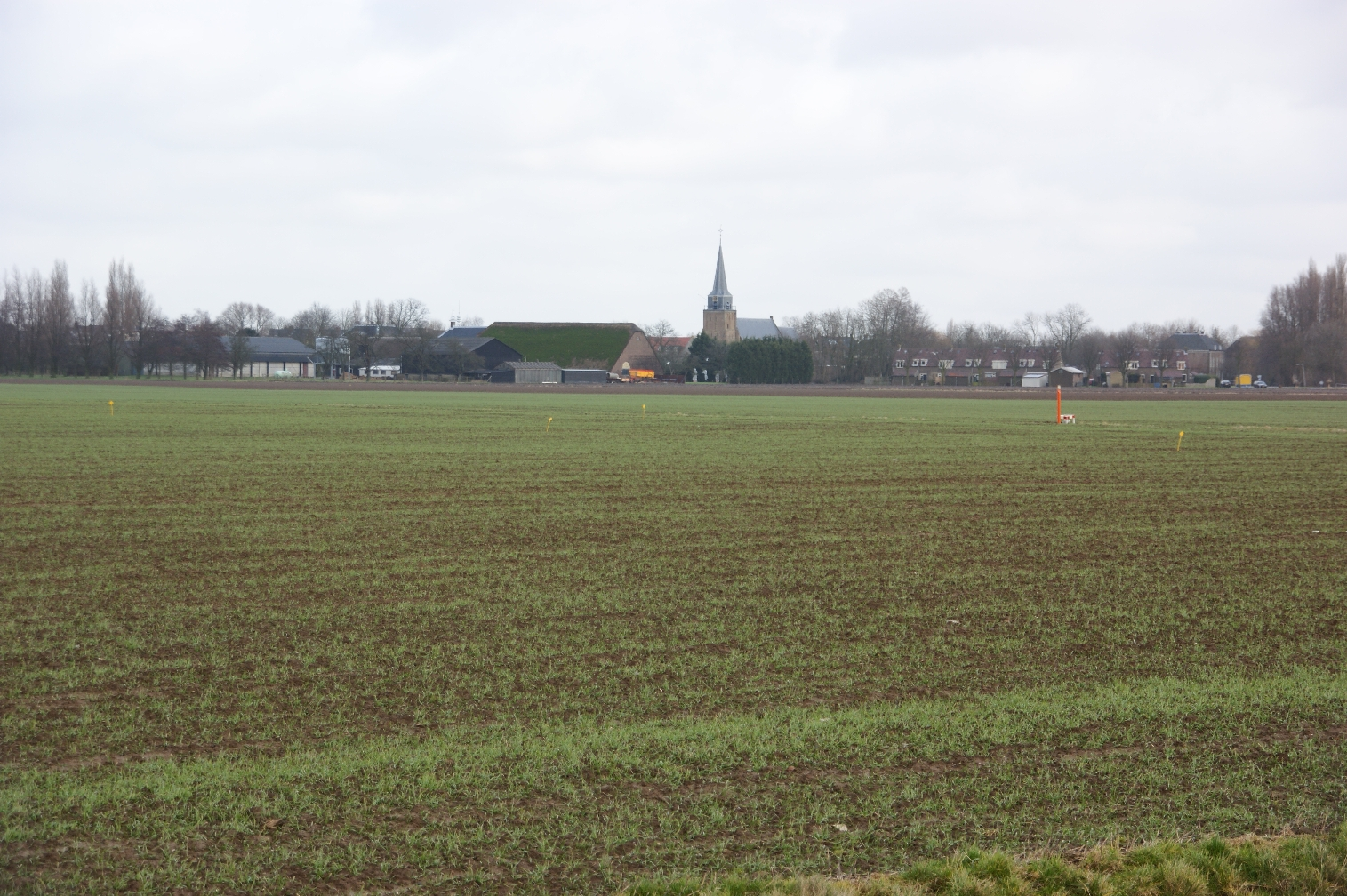
Miljö av Heinenoord

Hoeksche Waard är en kommun i provinsen Zuid-Holland. Kommunens totala area är 323,68 km² (där 54,74 km² är vatten) och invånarantalet är på 86 573 invånare (2018).
Kommunen skapades den 1 januari 2019 av kommunerna Binnenmaas, Cromstrijen, Korendijk, Oud-Beijerland och Strijen.